# EML Vaindlo
Az EML Vaindlo az Észt Haditengerészet német gyártmányú, Frauenlob osztályú aknakereső hajója, amely aknarakó képességekkel is rendelkezik. 2002-ig a Német Haditengerészet állományában szolgált Undine néven, M2662 hadrendi jelzéssel. Németországi kivonása után Észtországnak ajándékozták, 2003 februárjától áll hadrendben az Észt Haditengerészetnél M416 hadrendi jelzéssel. Parancsnoka Erkki Silm.

## Története
A hajót a németországi Rendsburgban, a Kröger-Werft hajógyárban építették az 1960-as évek közepén a Frauenlob osztály tagjaként. 1966. május 16-án bocsátották vízre, majd a következő évben, 1967-ben állították hadrendbe a Német Haditengerészetnél Diana néven, M2664 hadrendi számmal.
A Német Haditengerészettől 2002-ben vonták ki, majd Észtországnak ajándékozták. Az 1990-es évek végén a hajóosztály két egységét már Észtországnak ajándékozták, az Undine volt a harmadik átadott Frauenlob osztályú hajó. (A korábban átadott hajók a Minerva és a Diana volt. Előbbit Kalev, utóbbit Olev néven állították szolgálatba Észtországba.) Az Undinére 2003. február 4-én vonták fel az észt hadilobogót, majd 2003. május 9-én érkezett meg Észtországba, ahol a Vaidlo nevet és az M416 hadrendi jelzést kapta. A hajó az Aknakereső Hadosztályban üzemel, részt vesz a balti államok közös aknakereső egységének, a BALTRON-nak a munkájában.
2003-ban a hajónak Kunda város címerét ajándékozták, a várossal között megállapodás alapján a hajó a külföldi kikötőkben Kundát is képviseli. A hajón évente egyszer családi nyílt napot tartanak, valamint évente egyszer hivatalos látogatást tesz Kundában.

## Jellemzői
A hajó akusztikus, mágnese és mechanikus ráhatású vontatott aknamentesítő eszközökkel az aknák megsemmisítéséhez. Az aknakereséshez két francia gyártmányú, PAP Mk.5 típusú távirányítású aknakereső tengeralattjárót is hordoz. Fegyverzetét forgatható toronyba épített, egy darab 40 mm-es, L70 kaliberhosszúságú Bofors automata ágyú és két 12,7 mm-es Browning géppuska alkotja. A hajó aknatelepítő képességekkel is rendelkezik.

## Parancsnokai[2]
- Rain Terras (2002. november – 2003. június)
- Liivo Laanetu (2003. június – 2005. április)
- Erkki Silm (2005. április – 2006. február)